# John Dengler
John Morgan Dengler (* 20. Juni 1927  in East Stroudsburg, Pennsylvania; † 25. Juli 1994) war ein US-amerikanischer Jazzmusiker (Saxophone, Trompete, Kornett, Posaune, Tuba, Komposition, auch Waschbrett und Kazoo). JazzTimes zufolge sei er ein „schwer unterschätzter“ Solist auf dem Basssaxophon gewesen.

## Leben und Wirken
Dengler studierte an der Princeton University (1944–1950), unterbrochen 1946/47 von der Ableistung des Militärdienstes in der US-Armee. Nachdem er zunächst 1948/49 als Journalist und 1950 kurz in der Werbebranche in seinem Heimatort Stroudsburg tätig gewesen war, begann er sich auch als Jazzmusiker zu betätigen. Nach ersten Aufnahmen in Princeton mit The Intensely Vigorous Jazz Band spielte er ab 1950 in der Region New York u. a. mit Marty Grosz, mit dem er eine Dixieland-Band leitete, der auch Dick Wellstood angehörte, ferner mit Bobby Hackett, Jerry Shard, Don Ewell, Don Goldie, Rex Stewart, Pee Wee Russell, Billy Maxted, Stan Rubin und Jabbo Smith. Im Bereich des Jazz war er zwischen ca. 1948 und um 1970 an 43 Aufnahmesessions beteiligt, zuletzt mit Andy Bartha/Billy Butterfield. 
Nach Ansicht Leonard Feathers besaß Dengler eine große Flexibilität sowohl in der Rhythmusgruppe als auch in seiner Rolle als Solist.

## Diskographische Hinweise
- Rex Stewart/John Dengler All Stars: The Irrepressible Rex Stewart (Jazzology, 1951), mit Bob Jenney, Fred Waring, Jr., Roger Acker, Willie Spicer, Ruth "Rudi" * * Stan Rubin and His Tigertown Five: Dixieland Bash (RCA Victor, 1956)
- Bobby Hackett / Bob Wilder Sextet: Complete Live at the Voyager Room (rec. 1956–58, ed. 2006)
- Billy Maxted: Bourbon St. Billy and the Blues (1959)
- Jabbo Smith: Complete Hidden Treasure Sessions (rec. 1961, ed. 2008)